# Nili Fossae
Nili Fossae é uma fratura na superfície do planeta Marte que passou por um processo erosivo e foi parcialmente preenchida por sedimentos e ejecta rico em argilas de uma cratera próxima. Sua localização aproximada é de 22°N, 75°E, e sua elevação é de −0.6 km. Nili Fossae fez parte da lista de locais potenciais para a aterrissagem da sonda Mars Science Laboratory, com chegada prevista em 2012, mas foi eliminada na seleção dos quatro locais prioritários.
Uma grande área apresentando olivina exposta se localiza em Nili Fossae. Em dezembro de 2008, a Mars Reconnaissance Orbiter da NASA encontrou rochas em Nili Fossae contendo minerais de carbonato, uma descoberta geológicamente significativa. Outros minerais encontrados pela MRO são a esmectita de alumínio, a esmectita de ferro/magnésio, a sílica hidratada, os minerais do grupo caulinita, e os óxidos de ferro.   Os cientistas da NASA descobriram que Nili Fossae é a fonte de plumas de metano, levantando a questão de se a sua origem provém de fontes biológicas.
Pesquisadores em julho de 2010 sugeriram que as rochas contendo carbonatos encontradas na região de Nili Fossae em Marte são compostos de rochas ultramórficas hidrotérmicamente alteradas. Consequentmente, atividade hidrotermal pode ter fornecido energia suficiente para atividade biológica. Evidências de organismos vivos podem ter sido preservadas.
Atualmente acredita-se que Nili Fossae se originou como resultado de um impacto gigante que formou a vizinha Isidis Planitia. Nili Fossae forma uma curva concêntrica ao redor de Isidis. Tem sido sugerido que a geração de formações tectônicas como Nili Fossae pode ser explicada por uma "Teoria do Anel Tectônico". Possíveis evidências de 'vida soterrada' foram encontradas recentemente em Nili Fassae.